# Eteoryctis
Eteoryctis is een geslacht van vlinders uit de familie mineermotten (Gracillariidae).
Het geslacht omvat volgende soorten:
- Eteoryctis deversa (Meyrick, 1922)
- Eteoryctis gemoniella (Stainton, 1862)
- Eteoryctis picrasmae Kumata & Kuroko, 1988
- Eteoryctis syngramma (Meyrick, 1914)